# Emily Henry
Emily Henry (Kalamazoo, 1 januari 1990) is een Amerikaanse auteur. Henry startte in 2016 haar schrijfcarrière in het Young Adult-genre. In 2020 gooide ze het roer om op vlak van het doelpubliek van haar boeken, sindsdien publiceert Henry romantische boeken voor New Adults en volwassenen. 
Haar populairste boeken en New York Times- en Sunday Times-bestsellers zijn Beach Read, People We Meet on Vacation, Book Lovers en Happy Place. De Nederlandse vertaling van People We Meet on Vacation werd uitgegeven onder dezelfde titel.
In maart 2023 had Emily Henry meer dan 2,4 miljoen boeken verkocht.

## Verfilmingen
De boeken Beach Read, People We Meet on Vacation en Book Lovers worden verfilmd:
- People We Meet on Vacation wordt verfilmd door Sony's 3000 Pictures, met Brett Haley als regisseur en Yulin Kuang als scriptschrijver.[3]

- Beach Read wordt verfilmd door 20th Century Studios, met Yulin Kuang als regisseuse en scriptschrijver.[4]

- Book Lovers wordt verfilmd door het productiehuis Tango Entertainment, met Sarah Hayward als scriptschrijver.[5]

- Bibsys: 1533887369533
- Bibliothèque nationale de France: cb179872504 (data)
- Catàleg d'autoritats de noms i títols de Catalunya: 981060886099806706
- Gemeinsame Normdatei: 1210875977
- International Standard Name Identifier: 0000 0004 5471 7656
- Library of Congress Control Number: no2016012758
- Nationale Bibliotheek van Letland: 000339125
- Bibliotheek van het Japanse parlement: 033140033
- Nationale Bibliotheek van Tsjechië: xx0226981
- Nationale Bibliotheek van Israël: 987011046968405171
- Nationale en Universitaire bibliotheek Zagreb: 000778221
- Nederlandse Thesaurus van Auteursnamen: 422131490
- Système universitaire de documentation: 256207437
- Virtual International Authority File: 173145541828296600154
- WorldCat: E39PCjFTcBpKQ9rjbx7Hgjgmbb